# 大奧比烏峰
大奧比烏峰（法語：Grande Tête de l'Obiou，發音：[ɡʁɑ̃d tɛt də lɔbju]）是法國奥弗涅-罗讷-阿尔卑斯大区的山峰，位於該國東南部，屬於多菲内前阿尔卑斯山脉的一部分，海拔高度2,790米，每年平均降雨量1,393毫米。